# Megaselia silhouettensis
Megaselia silhouettensis är en tvåvingeart som beskrevs av Ronald Henry Lambert Disney 2005. Megaselia silhouettensis ingår i släktet Megaselia och familjen puckelflugor.
Artens utbredningsområde är Seychellerna. Inga underarter finns listade i Catalogue of Life.